# قصر رامبوييه

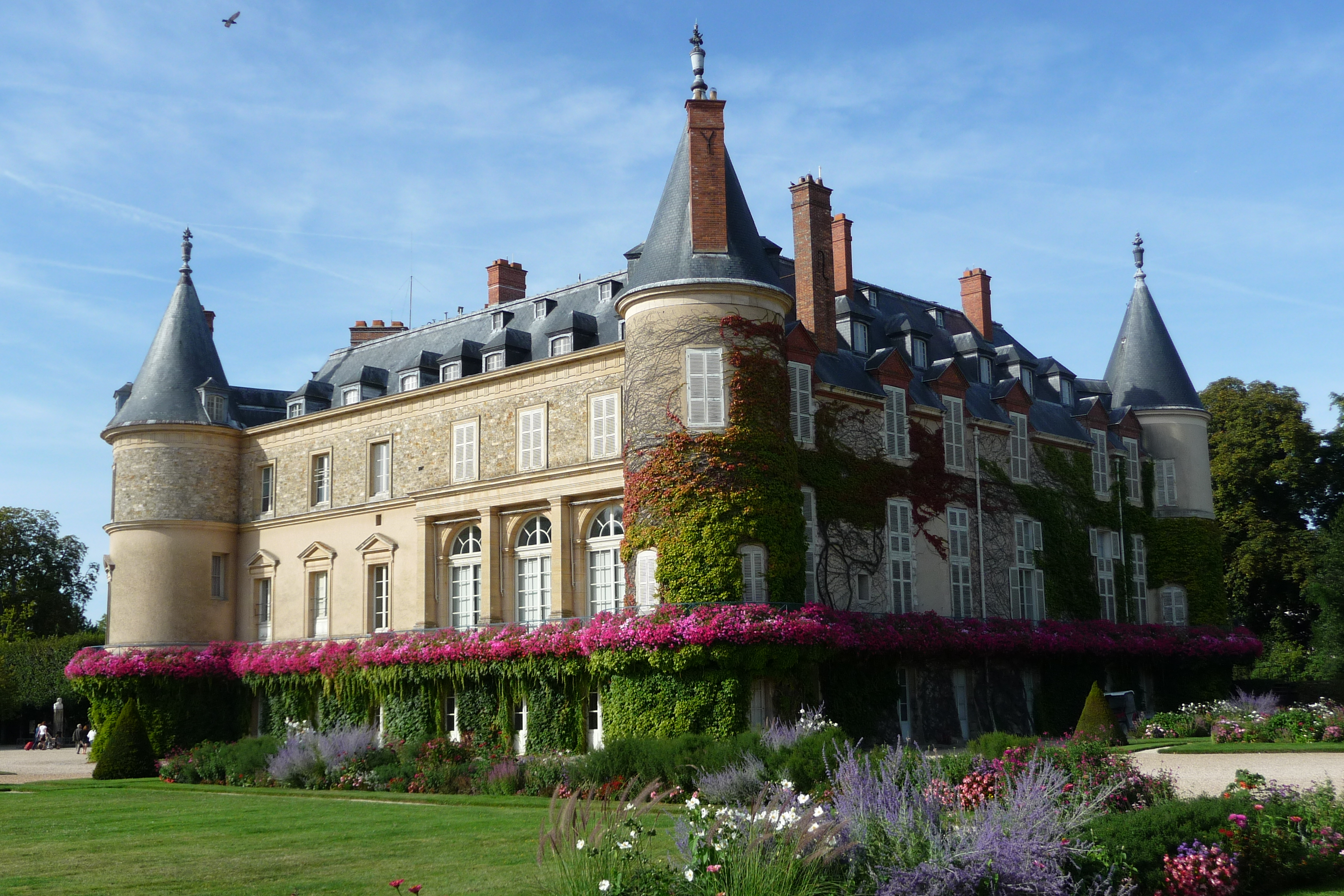
صُورة للقصر.

قصر رامبوييه (بالفرنسية: Château de Rambouillet)‏ أو قلعة رامبوييه (بالإنجليزية: Castle of Rambouillet)‏، هُو قصر يقع في بلدة رامبوييه في إقليم الإيفلين في منطقة إيل دو فرانس شمال فرنسا، ويقع على بُعد 50 كيلومتر (31 ميل) جنوب غرب باريس. كان القصرُ المقر الصيفي لرؤساء الجُمهورية الفرنسية في الفترة من 1896 إلى 2009، ويُديره الآن مركز الآثار الوطنية.

## روابط خارجية
- قصر رامبوييه - الموقع الرسمي